# Almost a Honeymoon
Almost a Honeymoon é um filme de comédia do Reino Unido dirigido por Norman Lee e lançado em 1938.